# Като Камбрези
Като̀ Камбрезѝ (на френски: Le Cateau-Cambrésis) е град в Северна Франция, департамент Нор на регион О дьо Франс. Населението му е около 7156 души (2006). През 1559 г. в града е подписан Катокамбрезианският договор, сложил край на Италианските войни.

## Личности
В Като Камбрези е роден художникът Анри Матис (1869-1954).